# Olha Puhovska
Olha Puhovska (ucraïnès: Ольга Олександрівна Пуговська)  (óblast d'Orenburg, 1 de novembre de 1942) és una ex-remadora ucraïnesa que va competir sota bandera soviètica durant les dècades de 1960 i 1970.
El 1976 va prendre part en els Jocs Olímpics de Mont-real, on guanyà la medalla de plata en la competició del vuit amb timoner del programa de rem. N'era la timoner.